# Augsburški interim
Augsburški interim, začasna ustavna in cerkvena ureditev, ki jo je cesar Karel V. objavil 30. junija 1548, po državnem zboru v Augsburgu˙(1547-48).
Augsburški interim je bil s strani cesarja zamišljen kot kompromis med katoličani in luteranci, dokler obči cerkveni koncil ne bi rešil spornih vprašanj; začasno naj bi določal izvajanje bogoslužja, obredov, zakramentov.
Posredniški katoliški in protestantski teologi so skušali obe veroizpovedi predstaviti čim bolj enakovredno, tako da so v 26 členih naredili primerjavo med njima, a so se na koncu opredelili večinoma za stare (katoliške) obrede, koledar praznikov in čaščenj, ki naj bi jih ponovno vpeljali tudi v protestantske dežele. Protestantom so priznali obhajilo pod obema podobama tudi za laike in poroko duhovnikov. V problematiko vračanja cerkvenih posestev, ki so si jih protestanti dotlej prisvojili, se interim ni spuščal.
Protestantski volilni knezi in cesarska mesta so interim zavračali, zaradi popuščanja protestantom pa tudi strogi katoličani z njim niso bili zadovoljni. Mavricij Saški je v decembru 1548 na deželnem zboru v Leipzigu poskušal uveljaviti t. i. leipziški interim, s katerim pa tudi ni uspel. 
Po ponovnem vojaškem spopadu med nasprotnima stranema je augsburški interim leta 1552 nadomestil passavski sporazum.